# Пима

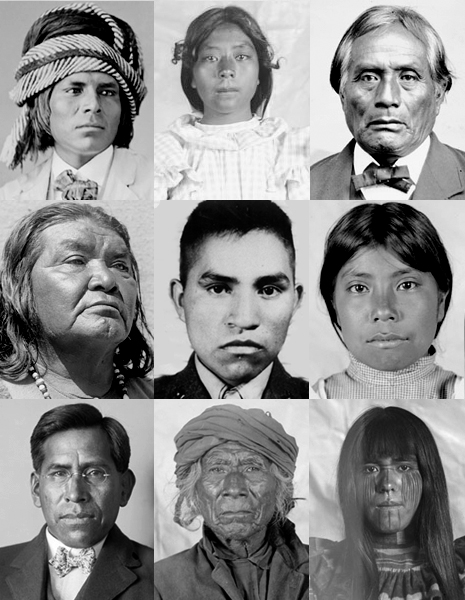
Индейцы пима

Пима, самоназвание — акимель-оодхам (Pima, Akimel O’odham) — индейское племя группы оодхам, входящей в более крупную культурную группу пуэбло. Пима проживают в центральной и южной части штата Аризона (США), а также в мексиканском штате Сонора. Само название означает «речные люди». Близкородственными племенами являются тохоно-оодхам («пустынные люди», ранее известные как папаго), хиа-кед-оодхам и ныне исчезнувшее племя собайпури. Название «пима», по-видимому, происходит от фразы на местном языке, означающей «не понимаю», которая часто использовалась при контакте с первыми европейцами.

## Язык
Пима, как и другие народы группы оодхам, говорят на языке оодхам. Существуют некоторые диалектные различия, в том числе в лексике (особенно неологизмах, касающихся современных явлений), однако все носители языка свободно понимают друг друга.

## История до 1539 года
Племя акимель-оодхам входит в группу близкородственных племён оодхам (букв. «люди»). Все эти племена предположительно происходят от носителей археологической культуры Хохокам, название которой на языке оодхам буквально означает «предки».
Акимель-оодхам обитали вдоль рек Хила, Солёной (Аризона), Яки и Сонора в поселениях-ранчо. Обычно главный семейный дом с кухней находился в центре, а вокруг него группировались круглые тростниковые дома. Пима жили матрилокально. Для ухода за посевами пима иногда также жили в сезонных жилищах.
Племя акимель-оодхам жило смешанным натуральным хозяйством, сочетавшим земледелие с охотой, собирательством и торговлей с другими племенами. Земледелие зависело от масштабной системы ирригационных приспособлений, сооружённых ещё в доколумбов период и существующих в течение многих столетий.
Пима были искусными текстильщиками, изготавливали сложные корзины и тканую одежду.
До прихода европейцев основными врагами племени пима были апачи, совершавшие набеги на пиманские поселения из-за конкуренции за природные ресурсы, хотя иногда с апачами заключались перемирия. Несмотря на периодические конфликты с апачами и другими племенами, в целом пима были мирным народом.

## История после 1539 года

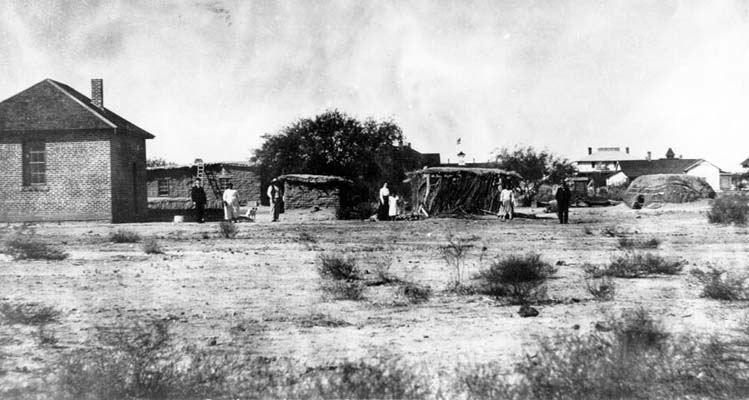
Дом пима, фото 1900 года.

Впервые с племенем пима встретился в 1539 г. испанский миссионер Маркос де Ниса, позднее племя посетили миссионеры Эусебио Кино и Франсиско Гарсес. Во второй половине XVII века испанцы основали в местах проживания пима форты, ранчо и шахты. Жестокое обращение испанцев с местным населением привело к неудачным восстаниям, происходившим в период 1695—1751 гг.
В середине XIX века в долину реки Хила прибыли американские поселенцы, вытеснив народ пима в резервацию, составлявшую лишь незначительную часть их прежних земель, простиравшихся на 1,4 млн гектаров. Поскольку индейцы были вытеснены поселенцами на непригодную для проживания территорию, часть мигрировала на севере и поселилась вдоль Солёной реки. В 1859 году правительство США объединило пима с индейцами в марикопа в резервацию «Община индейцев Солёной реки Пима-Марикопа».
С 60-х гг. XX века по настоящее время большинство индейцев пима обитают в резервациях Хила (Gila River Indian Community, GRIC) и Солт-Ривер (Salt River Pima–Maricopa Indian Community). Кроме того, в исторические времена большая группа пима мигрировала на север и заселила побережье Солёной реки; в тех местах со временем образовалась Индейская община пима-марикопа Солёной реки. Обе указанных общины представляют собой конфедерации двух различных культур — пима и марикопа.
В настоящее время Индейская община реки Хила — это суверенное племя, занимающее территорию свыше 2200 км в центральной части штата Аризона. Община разделена на несколько округов, в каждом из которых имеется местная администрация. Самоуправление общины осуществляет избранный губернатор (в настоящее время Билл Родс), лейтенант-губернатор (заместитель губернатора, в настоящее время Дженнифер Эллисон Рэй) и племенной совет из 18 человек.
В экономике общины преобладает индустрия развлечений — казино (всего три), курсы гольфа, курорт, тематический парк развлечений в стиле «Дикого Запада», а также промышленные парки, мусорные свалки и поставка строительных материалов. Помимо того, в общине развито сельское хозяйство; она имеет собственные фермы и развивает сельскохозяйственные проекты.
Индейская община Солёной реки пима-марикопа — меньшего размера. Ей управляет избираемый президент и племенной совет. В местной экономике также преобладают индустрии развлечений, промышленные проекты, мусорные свалки и поставка строительных материалов.

## Медицинские проблемы
Среди индейцев племени пима, живущих на территории США зафиксирован самый высокий в мире процент заболеваемости сахарным диабетом 2 типа. Данная проблема лишь частично обусловлена генетически, поскольку заболеваемость этим типом диабета практически отсутствует среди индейцев-пима, живущих в Мексике. Спусковым механизмом для данного заболевания стало разрушение традиционной экономики племени и переход к новому питанию.

## Известные представители
- Айра Хейз — морской пехотинец, участник Второй мировой войны.